# Kathy Dingman
Katherine Dingman, meglio conosciuta come Cathy Dingman (New York, 9 dicembre 1965), è un'ex wrestler e manager di wrestling statunitense meglio conosciuta per aver lottato in WWE (all'epoca chiamata WWF) con il ring name B.B. (Barbara Bush), Total Nonstop Action Wrestling con il nome Taylor Vaughn e World Championship Wrestling come Papaya.

## Biografia
Cathy crebbe in una piccola cittadina di New York prima di muoversi a Daytona Beach dove lavorò come hooters per otto anni. Iniziò a fare la modella posando per manifesti e riviste prima di essere avvicinata da un'amica intima, la quale gli suggerì di lavorare come valletta nel mondo del wrestling per i circuiti indipendenti. Insieme alla sua amica, iniziò a allenarsi e lavorò in tutto lo stato della Florida.

## Carriera

### Circuito indipendente
Il momento più importante di Cathy nei circuiti indipendenti fu nella IWF come "Cosuin Brandy Mae" facendo da valletta per Hillbilly Cuzin Ray e più tardi per i Tennessee Mountain Boys.

### World Wrestling Federation (1999–2000)
In WWF, Dingman iniziò a apparire come soccorritrice in molti segmenti tra cui in una puntata di SmackDown! a ottobre mentre aiutò a liberare la gamba di Road Dogg intrappolata in una trappola per orsi. Dingman apparve anche alle Survivor Series quando Tori fu colpita da X-Pac e dopo l'incidente di Steve Austin, investito da una macchina. In seguito apparì nella puntata di SmackDown! nel giorno del ringraziamento, dopo il primo Gravy Bowl match di sempre tra Ivory e Jacqueline con Miss Kitty nel ruolo di arbitro speciale. Dingman intervenne per aiutare Kitty che stava soffocando con la manovra di Heimlich. Ivory si scagliò su Cathy strappandole la maglia di EMT.
Nella puntata successiva di Raw, Michael Cole introdusse Cathy Dingman come Barbara Bush, per gli amici "B.B." e sfidò Ivory in un Evening Gown match. Ivory venne fuori e l'accusò che stava solo cercando di conquistare il parere della folla chiamandoli "pervertiti". Le due vennero alle mani e Ivory ebbe la meglio su B.B. strappandole la maglietta. La settimana successiva Michael Cole era in programma di intervistare B.B., ma Ivory interruppe l'intervista dicendo quello che mancava a BB era l'intelligenza che ha usato per la taglia di seno. Ad Armageddon, B.B. prese parte all'Evening Gown Pool match per il WWF Women's Championship ma fu la seconda a essere eliminata dopo essere stata spogliata da Ivory e Miss Kitty. Nella puntata di Raw del 20 dicembre, si svolse un "Holiday Topless Top-Rope match"; B.B. fu all'angolo di Val Venis mentre Terri in quello di Hardcore Holly. Venis venne gettato per due volte fuori dal ring e quindi B.B. fu costretta spogliarsi. Mentre si stava per togliere il topless, Triple H intervenne impedendo al pubblico la vista del seno B.B.
Tre settimane più tardi, Jerry Lawler diede il benvenuto a B.B. e alle altre partecipanti di Miss Royal Rumble Swimsuit Competition nel ring per un'intervista. B.B. disse a Lawler e ai fan di essere sicura che i fan avrebbero voluto vedere "più grande" facendo riferimento al suo seno. Alla Royal Rumble, Lawler scherzò sul fatto che il pubblico lo chiamava il "Burger King" ma B.B. aveva delle "grandi dimensioni" facendo riferimento ancora una volta al seno di B.B. La contesa fu vinta da Mae Young che venne incoronata Miss Royal Rumble. La sera successiva a Raw, B.B. fu una delle lumberjill nel primo Snow Bunny match tra The Kat e Harvey "Hervina" Wippleman.
Il 10 febbraio, Edge e Christian affrontarono i Dudley Boyz. Dopo il match, Bubba Ray Dudley sembrò apparentemente infortunato e venne soccorso dai paramedici. Ciò si rivelò essere un piano per eseguire una powerbomb ai danni di B.B. su un tavolo. Quella fu l'ultima apparizione di B.B. prima di essere rilasciata.

### World Championship Wrestling
La Dingman approdò in WCW come Papaya interpretando la moglie e valletta di Kwee Wee, facendo solamente due apparizioni per poi abbandonare la federazione.

### Total Nonstop Action Wrestling (2002)
Nel 2002, la Dingman apparve in Total Nonstop Action Wrestling come Taylor Vaughn. La Vaughn prese parte e vinse la Miss TNA Lingerie Battle Royal che incluse altre nove wrestler tra le quali Francine Fournier, Elektra, Shannon Spruill e Alexis Laree. Dopo l'incontro, Francine tornò sul ring e frustò la Vaughn con la cintura di Ed Ferrera. La settimana seguente, le due si affrontarono e Francine prese una cinghia di cuoio del suo stivale e inizio a colpiree strangolare la Vaughn. L'arbitro Scott Armstrong prese la cinghia che a sua volta fu presa dalla Vaughn con la quale colpì Francine venendo squalificata. Il 31 luglio, Don West incoronò Taylor Vaughn "Miss TNA". Bruce interruppe il tutto e disse di voler essere trattato con rispetto e voler diventare Miss TNA sfidando la Vaughn in un match che vinse. La settimana successiva, Taylor Vaughn cercò di riprendersi la corona sfidando Bruce ancora una volta in un Evening Gown match, perdendo.

## Titoli e riconoscimenti
- Total Nonstop Action Wrestling
  - TNA Knockout of the Year (2002)
  - Miss TNA (1)